# 日萨克
日萨克（法語：Gissac，法語發音：[ʒisak]）是法国阿韦龙省的一个市镇，属于米约区。

## 地理
日萨克（43°50'47"N, 2°55'55"E）面积31.02 平方千米，位于法国奧克西塔尼大區阿韦龙省，该省份为法国南部内陆省份，位于法國中央高原南部，北起顺时针与康塔爾省、洛泽尔省、加尔省、埃罗省、塔恩省、塔恩-加龙省和洛特省接壤。
与日萨克接壤的市镇（或旧市镇、城区）包括：卡马雷斯、蒙洛尔、聖阿夫里克、索尔格河畔圣费利克斯、锡尔瓦内斯、瓦布尔拉拜、韦索勒和拉佩尔。

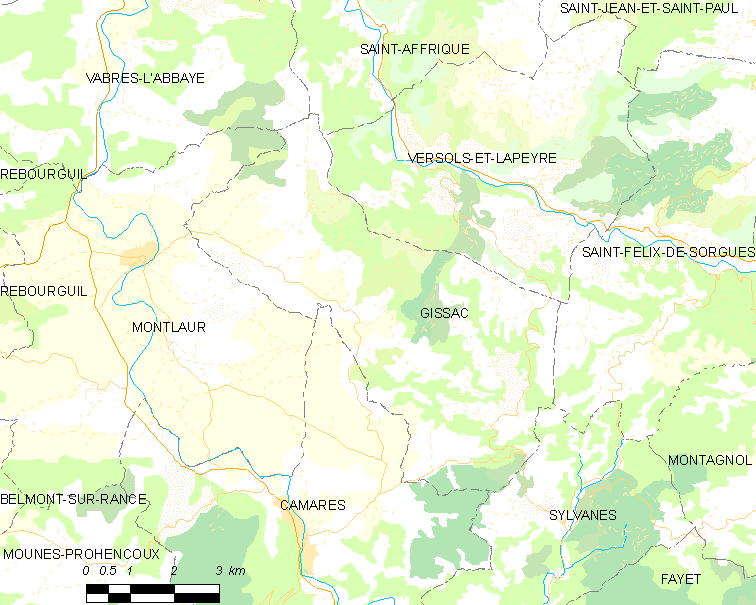
日萨克的OSM定位图

日萨克的时区为UTC+01:00、UTC+02:00（夏令时）。

## 行政
日萨克的邮政编码为12360，INSEE市镇编码为12109。

## 政治
日萨克所属的省级选区为科斯-鲁日耶县。

## 人口

1962-2008年间日萨克人口变化图示

日萨克于2022年1月1日时的人口数量为96人。